# UEFA Champions League 2009-2010 (fase a gironi)
La fase a gironi della UEFA Champions League 2009-2010 si è disputata tra il 6 settembre e il 2 novembre 2009. Hanno partecipato a questa fase della competizione 32 club: 16 di essi si sono qualificati alla successiva fase a eliminazione diretta, che condurrà alla finale di Madrid del 22 maggio 2010.

## Squadre
| Legenda                                                                                       |
| --------------------------------------------------------------------------------------------- |
| Primi e secondi classificati (agli ottavi di finale della fase a eliminazione diretta)        |
| Terzi classificati (agli spareggi della fase a eliminazione diretta della UEFA Europa League) |
| Quarti classificati (eliminati)                                                               |

| Squadre        | Coeff   |
| Urna 1         | Urna 1  |
| -------------- | ------- |
| Barcellona     | 121.853 |
| Chelsea        | 118.899 |
| Liverpool      | 118.899 |
| Manchester Utd | 111.899 |
| Milan          | 110.582 |
| Arsenal        | 106.899 |
| Siviglia       | 100.853 |
| Bayern Monaco  | 98.339  |

| Squadre         | Coeff  |
| Urna 2          | Urna 2 |
| --------------- | ------ |
| Olympique Lione | 91.033 |
| Inter           | 87.582 |
| Real Madrid     | 78.853 |
| CSKA Mosca      | 71.525 |
| Porto           | 68.292 |
| AZ Alkmaar      | 64.826 |
| Juventus        | 63.582 |
| Rangers         | 56.575 |

| Squadre             | Coeff  |
| Urna 3              | Urna 3 |
| ------------------- | ------ |
| Olympiacos          | 52.633 |
| Olympique Marsiglia | 48.033 |
| Dinamo Kiev         | 46.370 |
| Stoccarda           | 45.339 |
| Fiorentina          | 42.582 |
| Atlético Madrid     | 41.853 |
| Bordeaux            | 40.033 |
| Beşiktaş            | 32.445 |

| Squadre         | Coeff  |
| Urna 4          | Urna 4 |
| --------------- | ------ |
| Wolfsburg       | 21.339 |
| Standard Liegi  | 21.065 |
| Maccabi Haifa   | 17.050 |
| Zurigo          | 14.050 |
| Rubin           | 9.525  |
| Unirea Urziceni | 8.781  |
| APOEL           | 4.016  |
| Debrecen        | 1.633  |

## Sorteggio
| Gruppo | 1ª fascia      | 2ª fascia       | 3ª fascia           | 4ª fascia       |
| ------ | -------------- | --------------- | ------------------- | --------------- |
| A      | Bayern Monaco  | Juventus        | Bordeaux            | Maccabi Haifa   |
| B      | Manchester Utd | CSKA Mosca      | Beşiktaş            | Wolfsburg       |
| C      | Milan          | Real Madrid     | Olympique Marsiglia | Zurigo          |
| D      | Chelsea        | Porto           | Atlético Madrid     | APOEL           |
| E      | Liverpool      | Olympique Lione | Fiorentina          | Debrecen        |
| F      | Barcellona     | Inter           | Dinamo Kiev         | Rubin           |
| G      | Siviglia       | Rangers         | Stoccarda           | Unirea Urziceni |
| H      | Arsenal        | AZ Alkmaar      | Olympiacos          | Standard Liegi  |

## Gruppo A
| Squadra       | Pt | G | V | N | P | GF | GS | DG |
| ------------- | -- | - | - | - | - | -- | -- | -- |
| Bordeaux      | 16 | 6 | 5 | 1 | 0 | 9  | 2  | +7 |
| Bayern Monaco | 10 | 6 | 3 | 1 | 2 | 9  | 5  | +4 |
| Juventus      | 8  | 6 | 2 | 2 | 2 | 4  | 7  | -3 |
| Maccabi Haifa | 0  | 6 | 0 | 0 | 6 | 0  | 8  | -8 |

| Arbitro: | Øvrebø |

|              |           |            |
| Iaquinta 63’ | Marcatori | 75’ Plašil |

| Arbitro: | Skomina |

|  |           |                                |
|  | Marcatori | 64’ Van Buyten 85’, 88’ Müller |

| Monaco di Baviera 30 settembre 2009, ore 20:45 CEST | Bayern Monaco | 0 – 0 referto | Juventus | Munich Arena\| Arbitro: \| Webb \| |
| Arbitro:                                            | Webb          |               |          |                                    |

| Arbitro: | Braamhaar |

|           |           |  |
| Ciani 83’ | Marcatori |  |

| Arbitro: | Hauge |

|                      |           |                 |
| Ciani 27’ Planus 41’ | Marcatori | 6’ (aut.) Ciani |

| Arbitro: | Benquerença |

|               |           |  |
| Chiellini 47’ | Marcatori |  |

| Arbitro: | Proença |

|  |           |                          |
|  | Marcatori | 37’ Gourcuff 90’ Chamakh |

| Arbitro: | Hauge |

|  |           |                  |
|  | Marcatori | 45+2’ Camoranesi |

| Arbitro: | González |

|                            |           |  |
| Fernando 54’ Chamakh 90+4’ | Marcatori |  |

| Arbitro: | Thomson |

|          |           |  |
| Olić 62’ | Marcatori |  |

| Arbitro: | Busacca |

|               |           |                                                     |
| Trezeguet 19’ | Marcatori | 30’ (rig.) Butt 52’ Olić 83’ Gómez 90+2’ Tymoshchuk |

| Arbitro: | Jonas Eriksson |

|  |           |            |
|  | Marcatori | 13’ Jussiê |

## Gruppo B
| Squadra        | Pt | G | V | N | P | GF | GS | DG |
| -------------- | -- | - | - | - | - | -- | -- | -- |
| Manchester Utd | 13 | 6 | 4 | 1 | 1 | 10 | 6  | +4 |
| CSKA Mosca     | 10 | 6 | 3 | 1 | 2 | 10 | 10 | 0  |
| Wolfsburg      | 7  | 6 | 2 | 1 | 3 | 9  | 8  | +1 |
| Beşiktaş       | 4  | 6 | 1 | 1 | 4 | 3  | 8  | -5 |

| Arbitro: | Lannoy |

|                              |           |             |
| Grafite 36’, 41’ (rig.), 87’ | Marcatori | 76’ Dzagoev |

| Arbitro: | Rizzoli |

|  |           |             |
|  | Marcatori | 77’ Scholes |

| Arbitro: | Mejuto Gonzalez |

|                       |           |                 |
| Dzagoev 7’ Krasić 61’ | Marcatori | 90+2’ Ekrem Dağ |

| Arbitro: | Kassai |

|                       |           |           |
| Giggs 59’ Carrick 78’ | Marcatori | 56’ Džeko |

| Arbitro: | Larsen |

|  |           |              |
|  | Marcatori | 85’ Valencia |

| Wolfsburg 21 ottobre 2009, ore 20:45 CEST | Wolfsburg | 0 – 0 referto | Beşiktaş | Volkswagen-Arena (25.778 spett.)\| Arbitro: \| Rosetti \| |
| Arbitro:                                  | Rosetti   |               |          |                                                           |

| Arbitro: | Benquerença |

|                                     |           |                                       |
| Owen 29’ Scholes 84’ Valencia 90+2’ | Marcatori | 25’ Dzagoev 31’ Krasić 47’ Berezutski |

| Arbitro: | Mallenco |

|  |           |                                     |
|  | Marcatori | 14’ Misimović 80’ Gentner 87’ Džeko |

| Arbitro: | Rizzoli |

|                      |           |           |
| Necid 58’ Krasić 66’ | Marcatori | 19’ Džeko |

| Arbitro: | Lannoy |

|  |           |           |
|  | Marcatori | 20’ Tello |

| Arbitro: | Kuipers |

|           |           |                      |
| Džeko 56’ | Marcatori | 44’, 83’, 90+1’ Owen |

| Arbitro: | Hansson |

|          |           |                          |
| Bobô 86’ | Marcatori | 41’ Krasić 90+5’ Aldonin |

## Gruppo C
| Squadra             | Pt | G | V | N | P | GF | GS | DG |
| ------------------- | -- | - | - | - | - | -- | -- | -- |
| Real Madrid         | 13 | 6 | 4 | 1 | 1 | 15 | 7  | +8 |
| Milan               | 9  | 6 | 2 | 3 | 1 | 8  | 7  | +1 |
| Olympique Marsiglia | 7  | 6 | 2 | 1 | 3 | 10 | 10 | 0  |
| Zurigo              | 4  | 6 | 1 | 1 | 4 | 5  | 14 | -9 |

| Arbitro: | Atkinson |

|                                   |           |                                                    |
| Margairaz 64’ (rig.) Aegerter 65’ | Marcatori | 27’, 89’ Ronaldo 34’ Raúl 45+1’ Higuaín 90+4’ Guti |

| Arbitro: | Larsen |

|            |           |                  |
| Heinze 49’ | Marcatori | 28’, 74’ Inzaghi |

| Arbitro: | Meyer |

|  |           |             |
|  | Marcatori | 10’ Tihinen |

| Arbitro: | Hansson |

|                                  |           |  |
| Ronaldo 58’, 64’ Kaká 61’ (rig.) | Marcatori |  |

| Arbitro: | De Bleeckere |

|                      |           |                         |
| Raúl 19’ Drenthe 76’ | Marcatori | 62’ Pirlo 66’, 88’ Pato |

| Arbitro: | Skomina |

|  |           |            |
|  | Marcatori | 68’ Heinze |

| Arbitro: | Brych |

|                       |           |             |
| Ronaldinho 35’ (rig.) | Marcatori | 29’ Benzema |

| Arbitro: | Thomson |

|                                                                            |           |              |
| Aegerter 3’ (aut.) Abriel 11’ Niang 51’ Hilton 80’ Cheyrou 87’ Brandão 90’ | Marcatori | 31’ Alphonse |

| Arbitro: | Hamer |

|             |           |  |
| Higuaín 21’ | Marcatori |  |

| Arbitro: | Webb |

|               |           |           |
| Borriello 10’ | Marcatori | 16’ Lucho |

| Arbitro: | Proença |

|           |           |                       |
| Gajić 29’ | Marcatori | 65’ (rig.) Ronaldinho |

| Arbitro: | Stark |

|           |           |                            |
| Lucho 19’ | Marcatori | 5’, 80’ Ronaldo 60’ Albiol |

## Gruppo D
| Squadra         | Pt | G | V | N | P | GF | GS | DG |
| --------------- | -- | - | - | - | - | -- | -- | -- |
| Chelsea         | 14 | 6 | 4 | 2 | 0 | 11 | 4  | +7 |
| Porto           | 12 | 6 | 4 | 0 | 2 | 8  | 3  | +5 |
| Atlético Madrid | 3  | 6 | 0 | 3 | 3 | 3  | 12 | -9 |
| APOEL           | 3  | 6 | 0 | 3 | 3 | 4  | 7  | -3 |

| Arbitro: | Plautz |

|            |           |  |
| Anelka 48’ | Marcatori |  |

| Madrid 15 settembre 2009, ore 20:45 CEST | Atlético Madrid | 0 – 0 referto | APOEL Nicosia | Vicente Calderón\| Arbitro: \| Thomson \| |
| Arbitro:                                 | Thomson         |               |               |                                           |

| Arbitro: | Layec |

|  |           |            |
|  | Marcatori | 18’ Anelka |

| Arbitro: | Rizzoli |

|                        |           |  |
| Falcao 75’ Rolando 82’ | Marcatori |  |

| Arbitro: | Brych |

|                      |           |                   |
| Hulk 33’, 48’ (rig.) | Marcatori | 22’ Charalambides |

| Arbitro: | Meyer |

|                                             |           |  |
| Kalou 41’, 52’ Lampard 69’ Perea 91’ (aut.) | Marcatori |  |

| Arbitro: | Skomina |

|  |           |            |
|  | Marcatori | 84’ Falcao |

| Arbitro: | Kuipers |

|                   |           |                 |
| Agüero 66’, 90+1’ | Marcatori | 82’, 88’ Drogba |

| Arbitro: | Eriksson |

|  |           |            |
|  | Marcatori | 69’ Anelka |

| Arbitro: | De Bleeckere |

|                  |           |           |
| Mirosavljević 5’ | Marcatori | 62’ Simão |

| Arbitro: | Trefoloni |

|                       |           |                               |
| Essien 19’ Drogba 26’ | Marcatori | 6’ Żewłakow 87’ Mirosavljević |

| Arbitro: | Lannoy |

|  |           |                                    |
|  | Marcatori | 2’ Bruno Alves 14’ Falcao 76’ Hulk |

## Gruppo E
| Squadra         | Pt | G | V | N | P | GF | GS | DG  |
| --------------- | -- | - | - | - | - | -- | -- | --- |
| Fiorentina      | 15 | 6 | 5 | 0 | 1 | 14 | 7  | +7  |
| Olympique Lione | 13 | 6 | 4 | 1 | 1 | 12 | 3  | +9  |
| Liverpool       | 7  | 6 | 2 | 1 | 3 | 5  | 7  | -2  |
| Debrecen        | 0  | 6 | 0 | 0 | 6 | 5  | 19 | -14 |

| Arbitro: | Proença |

|            |           |  |
| Kuyt 45+1’ | Marcatori |  |

| Arbitro: | Vink |

|            |           |  |
| Pjanić 76’ | Marcatori |  |

| Arbitro: | Brych |

|                  |           |  |
| Jovetić 28’, 37’ | Marcatori |  |

| Arbitro: | Øvrebø |

|  |           |                                             |
|  | Marcatori | 3’ Källström 13’ Pjanić 24’ Govou 51’ Gomis |

| Arbitro: | Thomson |

|                                         |           |                                        |
| Czvitkovics 2’ Rudolf 28’ Coulibaly 88’ | Marcatori | 6’, 20’ Mutu 10’ Gilardino 37’ Santana |

| Arbitro: | Mallenco |

|              |           |                          |
| Benayoun 41’ | Marcatori | 72’ Gonalons 90’ Delgado |

| Arbitro: | Mejuto Gonzalez |

|                                                                  |           |                          |
| Mutu 14’ Dainelli 52’ Montolivo 59’ Marchionni 61’ Gilardino 74’ | Marcatori | 38’ Rudolf 70’ Coulibaly |

| Arbitro: | De Bleeckere |

|                    |           |           |
| Lisandro López 90’ | Marcatori | 83’ Babel |

| Arbitro: | Kuipers |

|  |           |          |
|  | Marcatori | 4’ N'gog |

| Arbitro: | Benquerença |

|                   |           |  |
| Vargas 28’ (rig.) | Marcatori |  |

| Arbitro: | Skomina |

|              |           |                               |
| Benayoun 43’ | Marcatori | 63’ Jørgensen 90+2’ Gilardino |

| Arbitro: | Meyer |

|                                              |           |  |
| Gomis 25’ Bastos 45’ Pjanić 59’ Cissokho 76’ | Marcatori |  |

## Gruppo F
| Squadra     | Pt | G | V | N | P | GF | GS | DG |
| ----------- | -- | - | - | - | - | -- | -- | -- |
| Barcellona  | 11 | 6 | 3 | 2 | 1 | 7  | 3  | +4 |
| Inter       | 9  | 6 | 2 | 3 | 1 | 7  | 6  | +1 |
| Rubin       | 6  | 6 | 1 | 3 | 2 | 4  | 7  | -3 |
| Dinamo Kiev | 5  | 6 | 1 | 2 | 3 | 7  | 9  | -2 |

| Milano 16 settembre 2009, ore 20:45 CEST | Inter | 0 – 0 referto | Barcellona | Stadio Giuseppe Meazza (76 000 spett.)\| Arbitro: \| Stark \| |
| Arbitro:                                 | Stark |               |            |                                                               |

| Arbitro: | Hamer |

|                                 |           |               |
| Yussuf 71’ Magrão 79’ Gusev 85’ | Marcatori | 25’ Domínguez |

| Arbitro: | Hauge |

|               |           |               |
| Domínguez 11’ | Marcatori | 27’ Stanković |

| Arbitro: | Kuipers |

|                     |           |  |
| Messi 26’ Pedro 76’ | Marcatori |  |

| Arbitro: | Duhamel |

|                 |           |                             |
| Ibrahimović 48’ | Marcatori | 2’ Ryazantsev 73’ Karadeniz |

| Arbitro: | Martin Atkinson |

|                          |           |                              |
| Stanković 35’ Samuel 47’ | Marcatori | 5’ Mykhalyk 40’ (aut.) Lúcio |

| Kazan' 4 novembre 2009, ore 18:30 CET | Rubin Kazan' | 0 – 0 referto | Barcellona | Tsentralnyi (24 600 spett.)\| Arbitro: \| Plautz \| |
| Arbitro:                              | Plautz       |               |            |                                                     |

| Arbitro: | Layec |

|              |           |                         |
| Ševčenko 21’ | Marcatori | 86’ Milito 89’ Sneijder |

| Kazan' 24 novembre 2009, ore 18:30 CET | Rubin Kazan' | 0 – 0 referto | Dinamo Kiev | Tsentralnyi (24 600 spett.)\| Arbitro: \| Brych \| |
| Arbitro:                               | Brych        |               |             |                                                    |

| Arbitro: | Busacca |

|                     |           |  |
| Piqué 10’ Pedro 26’ | Marcatori |  |

| Arbitro: | Pieter Vink |

|                         |           |  |
| Eto'o 31’ Balotelli 64’ | Marcatori |  |

| Arbitro: | Howard Webb |

|              |           |                    |
| Milevskiy 2’ | Marcatori | 33’ Xavi 86’ Messi |

## Gruppo G
| Squadra         | Pt | G | V | N | P | GF | GS | DG |
| --------------- | -- | - | - | - | - | -- | -- | -- |
| Siviglia        | 13 | 6 | 4 | 1 | 1 | 11 | 4  | +7 |
| Stoccarda       | 9  | 6 | 2 | 3 | 1 | 9  | 7  | +2 |
| Unirea Urziceni | 8  | 6 | 2 | 2 | 2 | 8  | 8  | 0  |
| Rangers         | 2  | 6 | 0 | 2 | 4 | 4  | 13 | -9 |

| Arbitro: | Busacca |

|                |           |               |
| Pogrebnjak 18’ | Marcatori | 77’ Bougherra |

| Arbitro: | Trefoloni |

|                               |           |  |
| Luís Fabiano 45+1’ Renato 70’ | Marcatori |  |

| Arbitro: | Duhamel |

|           |           |          |
| Varga 48’ | Marcatori | 5’ Taşçı |

| Arbitro: | Eriksson |

|                |           |                                                    |
| Nacho Novo 88’ | Marcatori | 50’ Konko 64’ Adriano 72’ Luís Fabiano 74’ Kanouté |

| Arbitro: | Braamhaar |

|                  |           |                                                                  |
| Vilana 2’ (aut.) | Marcatori | 32’ Bilașco 49’ (aut.) Lafferty 59’ (aut.) McCulloch 65’ Brandán |

| Arbitro: | Vink |

|           |           |                                    |
| Élson 74’ | Marcatori | 23’, 72’ Squillaci 55’ Jesús Navas |

| Arbitro: | Larsen |

|             |           |               |
| Onofraș 88’ | Marcatori | 79’ McCulloch |

| Arbitro: | Atkinson |

|                 |           |                |
| Jesús Navas 14’ | Marcatori | 79’ Kuzmanović |

| Arbitro: | Rosetti |

|  |           |                         |
|  | Marcatori | 16’ Rudy 59’ Kuzmanović |

| Arbitro: | Øvrebø |

|                         |           |  |
| Dragutinović 45’ (aut.) | Marcatori |  |

| Arbitro: | Kassai |

|                                    |           |            |
| Marica 5’ Träsch 8’ Pogrebnyak 11’ | Marcatori | 46’ Semedo |

| Arbitro: | Layec |

|                   |           |  |
| Kanouté 8’ (rig.) | Marcatori |  |

## Gruppo H
| Squadra        | Pt | G | V | N | P | GF | GS | DG |
| -------------- | -- | - | - | - | - | -- | -- | -- |
| Arsenal        | 13 | 6 | 4 | 1 | 1 | 12 | 5  | +7 |
| Olympiacos     | 10 | 6 | 3 | 1 | 2 | 4  | 5  | -1 |
| Standard Liegi | 5  | 6 | 1 | 2 | 3 | 7  | 9  | -2 |
| AZ Alkmaar     | 4  | 6 | 0 | 4 | 2 | 4  | 8  | -4 |

| Arbitro: | Kassai |

|               |           |  |
| Torosidis 79’ | Marcatori |  |

| Arbitro: | Iturralde Gonzalez |

|                                |           |                                        |
| Mangala 3’ Jovanović 5’ (rig.) | Marcatori | 45’ Bendtner 77’ Vermaelen 81’ Eduardo |

| Arbitro: | Lannoy |

|                            |           |  |
| van Persie 78’ Aršavin 86’ | Marcatori |  |

| Arbitro: | Stark |

|                 |           |              |
| El Hamdaoui 48’ | Marcatori | 90+1’ Traoré |

| Arbitro: | Hansson |

|                       |           |              |
| Mendes da Silva 90+3’ | Marcatori | 36’ Fàbregas |

| Arbitro: | Proença |

|                               |           |                |
| Mitroglou 43’ Stoltidis 90+3’ | Marcatori | 37’ De Camargo |

| Arbitro: | Hamer |

|                                       |           |          |
| Fàbregas 25’, 52’ Nasri 44’ Diaby 72’ | Marcatori | 83’ Lens |

| Arbitro: | Rizzoli |

|                           |           |  |
| Mbokani 31’ Jovanović 88’ | Marcatori |  |

| Alkmaar 24 novembre 2009, ore 20:45 CET | AZ Alkmaar | 0 – 0 referto | Olympiakos | DSB Stadion\| Arbitro: \| Mallenco \| |
| Arbitro:                                | Mallenco   |               |            |                                       |

| Arbitro: | Plautz |

|                          |           |  |
| Nasri 35’ Denílson 45+2’ | Marcatori |  |

| Arbitro: | Batista |

|              |           |  |
| Leonardo 47’ | Marcatori |  |

| Arbitro: | Atkinson |

|             |           |          |
| Bolat 90+5’ | Marcatori | 42’ Lens |